# Fossilien- und Steindruckmuseum Gunzenhausen
Das Fossilien- und Steindruckmuseum Gunzenhausen, früher als Maxberg-Museum bzw. Museum auf dem Maxberg bekannt, ist ein paläontologisches und geologisches Museum in Gunzenhausen, einer Stadt im mittelfränkischen Landkreis Weißenburg-Gunzenhausen.
Das Museum befindet sich in der Sonnenstraße 4 und beherbergt zahlreiche Fossilien aus der Region, vor allem aus dem Solnhofener Plattenkalk. Zu sehen sind das Skelett eines Plateosaurus und ein Abguss des Archaeopteryx. Eine Abteilung des Museums beschäftigt sich mit der Lithografie. In Gunzenhausen befinden sich ferner das Archäologische Museum sowie das Stadtmuseum.
Das Museum geht auf die Sammlung Alphons L. Zehntners zurück, der am 30. Mai 1959 das Museum auf dem Maxberg (heute in Oberbayern) südlich von Solnhofen eröffnete, welches als das älteste Museum seiner Art in der Region gilt. Es folgte ein Standortwechsel nach Gunzenhausen. Die Sammlung enthält eines von nur zwei Exemplaren
des Langschwanz Flugsauriers Scaphognathus crassirostris.